# Jeanne Huc-Mazelet
Jeanne Huc-Mazelet (* 6. März 1765 in Morges; † 6. Februar 1852 in Tolochenaz; heimatberechtigt in Morges) war eine Schweizer Erzieherin und Kurierin aus der Romandie.

## Leben
Jeanne Huc-Mazelet wurde als Tochter eines Arztes und Apothekers geboren. Von 1790 bis 1804 war sie in Sankt Petersburg im Russischen Kaiserreich Hauslehrerin der Grossherzogin Maria Pawlowna, der Schwester des Zaren Alexander I. und späteren Ehefrau des Erbprinzen von Sachsen-Weimar-Eisenach, Carl Friedrich. Ende 1813 beteiligte sie sich an den Eingaben an den Zaren, mit denen die Neutralität der Schweiz verteidigt und die Rückgabe der Waadt und des Aargaus an die Berner verhindert werden sollte. Oft hielt sie sich in Weimar auf, wo sie mit Charlotte Schiller, der Ehefrau des deutschen Schriftstellers Friedrich Schiller, befreundet war.